# Чувашев, Алексей Анатольевич
Алексе́й Владимирович Чу́вашев (род. 22 января 1986 года, Ирбит, Россия) — российский гребец-паралимпиец. Бронзовый призёр летних Паралимпийских игр 2012 года в Лондоне. Многократный призёр чемпионатов мира, заслуженный мастер спорта России.

## Награды
- Медаль ордена «За заслуги перед Отечеством» II степени (10 сентября 2012 года) — за большой вклад в развитие физической культуры и спорта, высокие спортивные достижения на XIV Паралимпийских летних играх 2012 года в городе Лондоне (Великобритания)[1].
- Заслуженный мастер спорта России (2012).